# 梅氏帚麗鯛
梅氏帚麗鯛，為輻鰭魚綱鱸形目隆頭魚亞目慈鯛科的其中一種，分布於非洲Chambeshi河與Bengweulu湖流域，體長可達20公分，棲息在植被生長、水流緩慢的溪流、湖泊，以蝸牛、蠕蟲等為食，於夏天繁殖，生活習性不明，可作為食用魚及遊釣魚。

## 擴展閱讀
維基物種上的相關：梅氏帚麗鯛